# ルビーフルーツ
『ルビーフルーツ』は、1992年の斎藤綾子による小説、およびそれを原作とした1995年公開の映画作品である。

## ストーリー
バリ島へ旅行にやってきた彫刻家の松永まい子は、空港で出会った女性キョウコに、行方不明となった知人・やを代を探して欲しいと頼まれていた。やがて、やを代の居場所を知ったまい子は、やを代がいるというジャングルの奥地へ向かう。

## キャスト
- 松永まい子：南果歩
- シラニ（高橋やを代）：有村つぐみ
- ヨシミ：戸川純
- キョウコ：高島礼子
- サユリ：馬渕晴子
- 加賀美久男：根津甚八
- ルナ：井上彩名
- ミミ：望月知子
- ムリアリ：小川雅弘

## 主題歌
- See-Saw「また会えるから」